# 워든밸리구

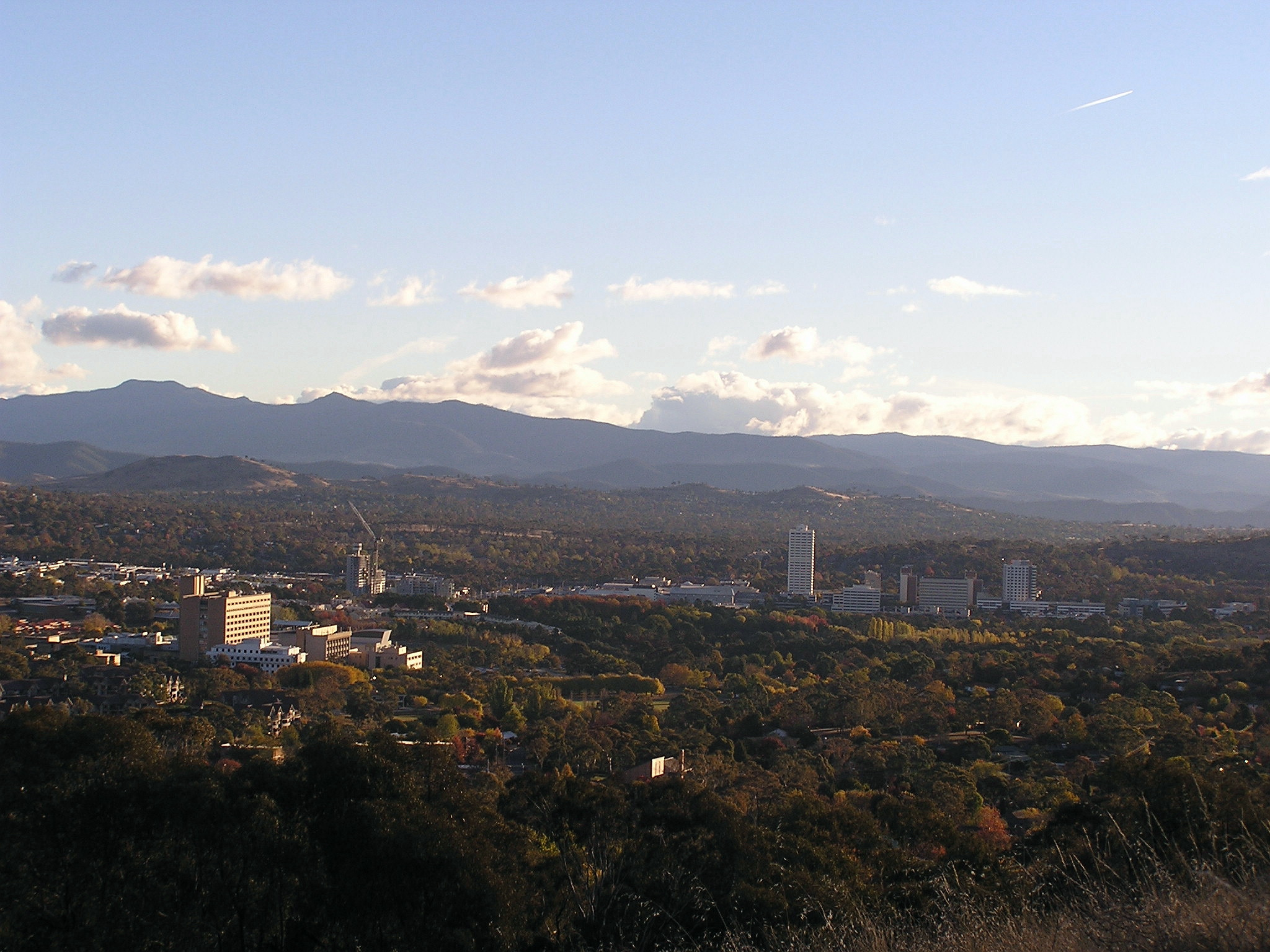
워든밸리 구

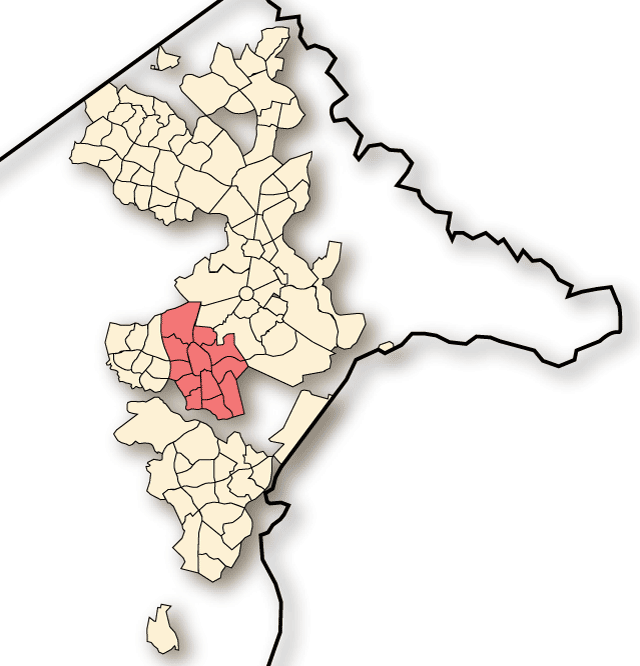
워든밸리 구의 위치

워든밸리구(영어: District of Woden Valley)는 오스트레일리아 오스트레일리아 수도 준주의 행정 구역이다. 넓이는 15.8km2이고, 인구는 2011년 기준으로 22,746명이다. 캔버라시티(Canberra City)에서 남쪽으로 7km 정도 떨어진 곳에 위치한다. 1970년대에 개발되었다.

## 행정 구역
12개 동이 있다.
- 개란 동
- 라이온스 동
- 머슨 동
- 아이잭스 동
- 오맬리 동
- 치플리 동
- 커틴 동
- 토렌스 동
- 패러 동
- 필립 동
- 피어스 동
- 휴즈 동

## 인구
| 연도                    | 인구   | ±%    |
| ----------------------- | ------ | ----- |
| 2000                    | 32,350 | —     |
| 2001                    | 31,336 | −3.1% |
| 2002                    | 32,250 | +2.9% |
| 2003                    | 32,400 | +0.5% |
| 2004                    | 32,700 | +0.9% |
| 2005                    | 32,850 | +0.5% |
| 2006                    | 31,992 | −2.6% |
| 2007                    | 32,450 | +1.4% |
| 2008                    | 32,150 | −0.9% |
| 2009                    | 32,000 | −0.5% |
| 2010                    | 31,950 | −0.2% |
| 2011                    | 32,958 | +3.2% |
| 2016                    | 34,760 | +5.5% |
| [ 1 ] [ 2 ] [ 3 ] [ 4 ] |        |       |

## 같이 보기
- 캔버라